# Antoine Cornil
Antoine Cornil (* 2. Februar 1998) ist ein belgischer Volleyballspieler. Er spielt auf der Position Außenangriff/Annahme.
Von 2017 bis 2020 spielte er beim belgischen Verein Knack Roeselare in der ersten Liga. 2020 wechselte er zum französischen Verein Amiens Métropole VB.

## Erfolge mit Knack Roeselare
- Belgischer Pokal 2018[2], 2019[3] und 2020
- Belgische Meisterschaft 2018 und 2019
- Belgischer Supercup 2018 und 2019